# Epse
Epse est un village néerlandais situé dans la commune de Lochem, en province de Gueldre. Lors du recensement de 2018, le village compte 2 042 habitants.

## Géographie
Epse se trouve directement au sud de l'autoroute A1 à hauteur de Deventer. Le village est bordé par l'IJssel à l'ouest, Joppe au sud-est et Gorssel au sud. L'Epserbosch (en français : « bois d'Epse ») est traversé par la ligne de chemin de fer reliant Leeuwarden au nord à Arnhem au sud — via Meppel, Zwolle, Deventer et Zutphen — et se trouve à l'est du village.